# Automobiles Orel

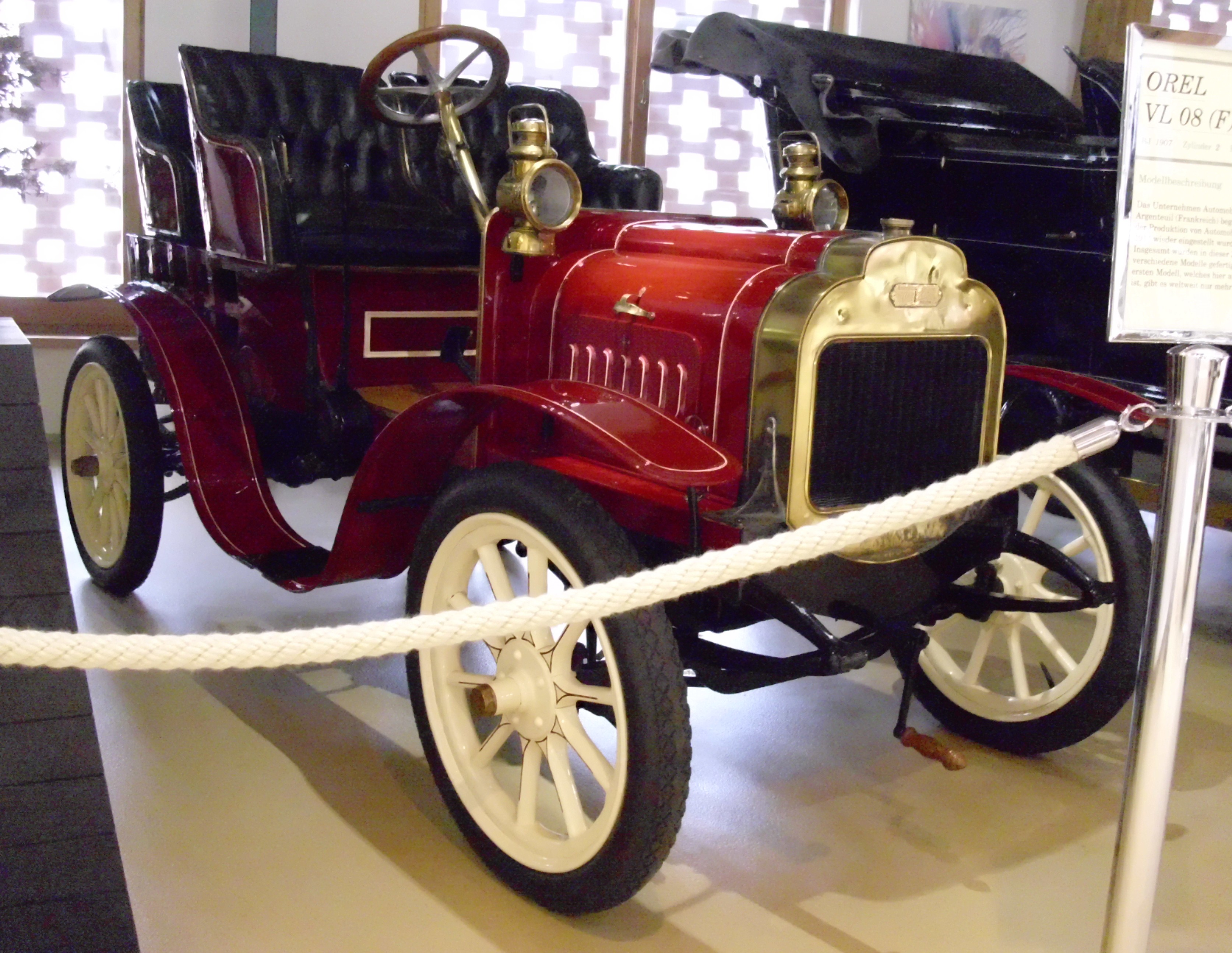
Orel 8 CV VL 08 von 1907

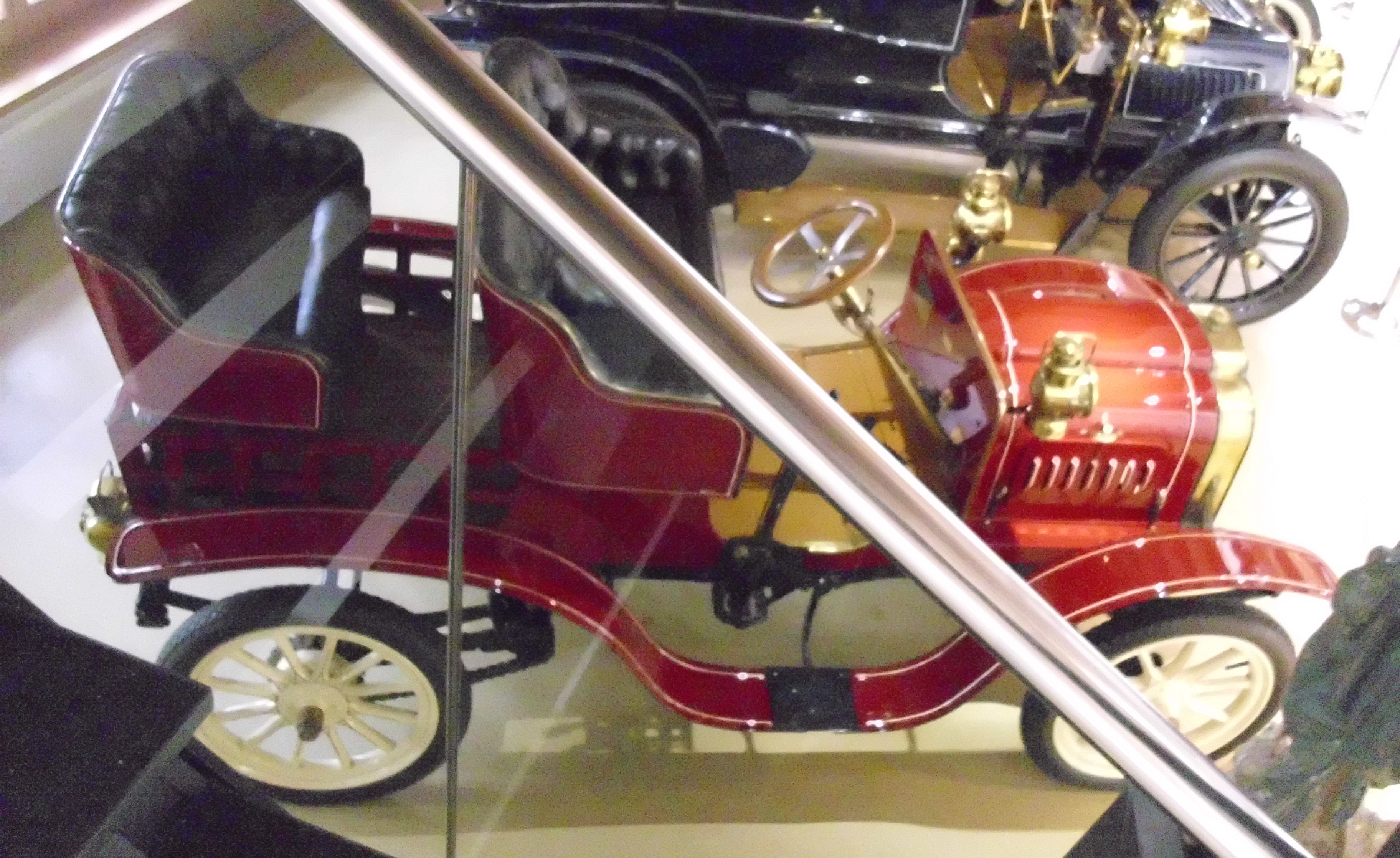
Blick von oben: ein offener Viersitzer

Automobiles Orel war ein französischer Hersteller von Automobilen.

## Geschichte
Das Unternehmen aus Argenteuil begann 1905 mit der Produktion von Automobilen. Der Markenname lautete Orel. 1914 endete die Produktion. Allvelo aus Schweden fertigte ein Modell in Lizenz.

## Fahrzeuge
Das erste Modell 8 CV war mit einem V2-Motor ausgestattet. 1907 ergänzten die Modelle 7 CV mit Einzylindermotor, die auch bei Autorennen eingesetzt wurden, und 12 CV mit Vierzylindermotor das Angebot. 1912 folgten die Modelle 8/10 CV mit Zweizylindermotor sowie 14 CV und 18 CV mit Vierzylinder-Einbaumotoren von Buchet. 1913 erschien das Modell 20/24 CV mit einem Schiebermotor mit 2500 cm³ Hubraum.